# Alibaba Group
Alibaba Group (阿里巴巴集團T, 阿里巴巴集团S, Ālǐbābā JítuánP) è una multinazionale cinese privata con sede ad Hangzhou composta da una serie di società attive nel campo del commercio elettronico, quali mercato online, piattaforme di pagamento e compravendita, motori di ricerca per lo shopping e servizi per il cloud computing. Nel 2012 due dei portali principali di Alibaba hanno gestito 170 miliardi di dollari in vendite, una somma maggiore delle vendite combinate su eBay e Amazon.com. Il gruppo opera principalmente in Cina e ha una valutazione stimata tra i 55 e 120 miliardi di dollari. Nel 2011 Alibaba fu messa nella lista delle 2 000 aziende più importanti del mondo da Forbes, la Global 2000. Al 2023 è risultato il 68º gruppo al mondo per fatturato nella Fortune Global 500, e alla 54ª posizione delle compagnie più influenti al mondo della Forbes Global 2000.
La società fu fondata da Jack Ma (nome cinese Ma Yun, 马云) nel 1999 come Alibaba.com, un servizio commerciale con lo scopo di connettere produttori cinesi con acquirenti e distributori stranieri. Il sito web Taobao, gestito da Alibaba, è fra i 20 siti più visitati al mondo, con un numero complessivo di un miliardo di prodotti, e con il 60% della distribuzione di pacchi della Cina. Alipay è uno dei servizi di pagamento maggiori della compagnia, una versione simile a PayPal. The Economist dedicò la copertina del 23 marzo 2013 all'ascesa del gigante cinese, intitolato "The Alibaba Phenomenon" (in italiano: "Il fenomeno Alibaba").
Per potersi registrare come venditore su Alibaba una impresa deve avere una sede principale o secondaria in Cina che sia verificata quale effettivamente operativa dal governo cinese. Pertanto l’accesso al portale nella qualità di venditore resta alquanto complesso per le piccole e medie imprese non dislocate sul territorio cinese.

## Origine

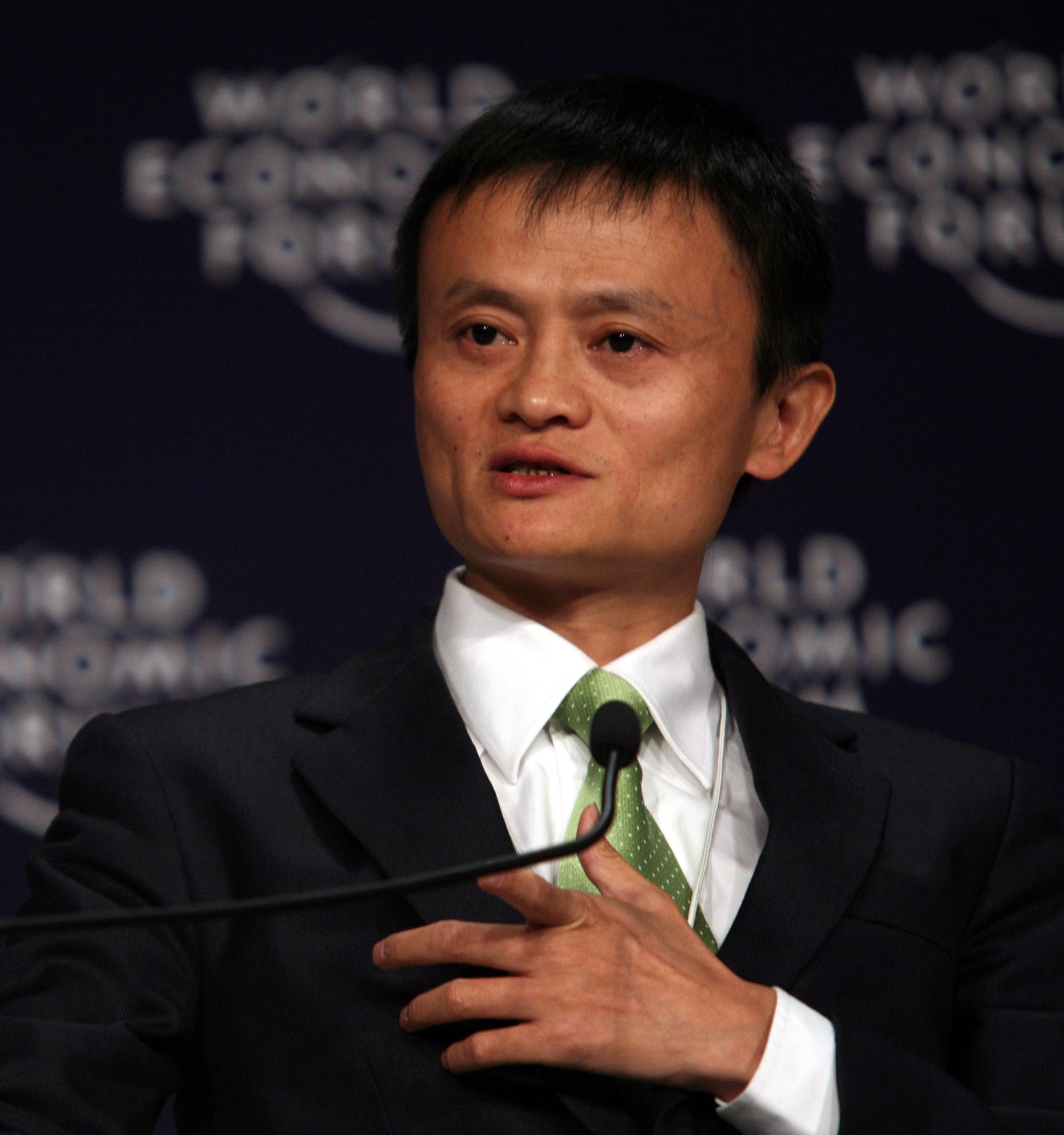
Jack Ma, fondatore di Alibaba

Nel dicembre del 1998, Jack Ma e altri 18 fondatori pubblicarono la loro prima piattaforma "Alibaba Online".
Jack Ma ha raccontato dell'episodio che decise il nome della compagnia:
(Jack Ma, Talkasia Transcript)
Dal 1999 al 2000, Alibaba Group raccolse un totale di 25 milioni di dollari dalla SoftBank, Goldman Sachs, Fidelity Investments e altre istituzioni di credito, e raggiunse redditività nel dicembre del 2001. Nel maggio del 2003 fu fondata la piattaforma di vendita online Taobao, e nel dicembre del 2004 la Alipay, servizio di pagamento online che fu creato assieme alla Tabao come strumento di pagamento online, divenne un'impresa indipendente. Nell'ottobre del 2005 la Alibaba Group prese controllo della Yahoo! China, in un primo passo per una cooperazione con la Yahoo!.
Nel novembre del 2007 Alibaba.com andò sul listino della Borsa di Hong Kong. Nell'aprile dell'anno successivo la Taobao creò la Taobao Mall (Tmall.com), una nuova piattaforma di scambio commerciale basata sulla rete. Nello stesso anno fu fondato l'Istituto di Ricerca della Alibaba, ed esattamente dopo un anno, al decimo anniversario della Alibaba Group, venne creata la Alibaba Cloud Computing, che nel luglio del 2011 lanciò il proprio sistema operativo di telefonia mobile, la Aliyun OS per la K-Touch Cloud Smartphone. Nello stesso anno la Taobao fu organizzata in tre diverse compagnie, la Taobao Marketplace, Taobao Mall (Tmall) e la eTao, motore di ricerca per compravendite online.
Dal 2010, Alibaba Group ha cominciato un piano per destinare lo 0,3% del proprio fatturato alla protezione ambientale. Tale cifra equivale a 12,3 milioni di dollari in base al fatturato del 2012.
Nel 2013, il Gruppo Alibaba prevedeva di aprire veri e propri negozi in Wanda Plaza (centri commerciali di proprietà del Wanda Group), ma questi piani furono presto abbandonati. Nel maggio 2013, insieme al lanciato altre otto società di logistica Cainiao. all'inizio del 2014 è stata acquistata una quota del 25% della catena di grandi magazzini cinesi Intime Retail. Nell'ottobre 2014 il sistema di pagamento Alipay è stato riorganizzato in Ant Financial, oltre ad Alipay, comprende anche Alipay Wallet (portafoglio elettronico), Yu'e Bao (fondo con 570 miliardi di yuan in gestione), Zhao Cai Bao ( piattaforma di servizi finanziari), Ant Micro (fornitura di microfinanza) e MYBank (banca privata).
Nel settembre 2014 un'offerta pubblica iniziale di azioni Alibaba Group sulla Borsa di New York ha attirato $ 21,8 miliardi, successivamente aumentati a $ 25 miliardi, diventando così la più grande IPO della storia. Il 26 gennaio 2018 sullo sfondo di un aumento del prezzo delle azioni alla Borsa di New York (superando la soglia di 198 dollari per azione), la capitalizzazione della società ha raggiunto i 500 miliardi di dollari.
Nel 2016 Alibaba Group ha investito 28,3 miliardi di yuan (circa 4,2 miliardi di euro) per rilevare il 19,99% del capitale di Suning Commerce (Suning.com). Dopo la chiusura dell'investimento in Suning, Alibaba sarà il secondo azionista della società.
Nella primavera del 2018 Alibaba ha acquisito servizio online cinese per la consegna di cibo Ele.me . L'operazione ammontava a 9,5 miliardi di dollari.
Nell'aprile 2018, la società ha annunciato un progetto per lo sviluppo di veicoli senza pilota che soddisfano il quarto livello di autonomia. Per sostenere lo sviluppo di quest'area, le autorità cinesi hanno regolamentato legislativamente il processo e le condizioni per testare i veicoli senza pilota nel paese.
Il 20 agosto 2018 è stato annunciato l'inizio della sperimentazione di un sistema di riconoscimento vocale basato sull'intelligenza artificiale in grado di funzionare sia online che offline.
Il 14 febbraio 2019, la divisione finanziaria di Alibaba Group - Ant Financial ha raggiunto un accordo per l'acquisto della società britannica WorldFirst. L'acquisto costerà alla società cinese solo 700 milioni di dollari, mentre la stessa Ant Financial è stimata in 150 miliardi di dollari. Alibaba Group ha cercato di entrare nei mercati occidentali nel 2017, ma poi la società stava negoziando con l'americana MoneyGram, ma le autorità statunitensi si sono espresse nettamente contraria a questa transazione.
La società al 31 marzo 2021 ha un fatturato di 717.289 miliardi di CNY (oltre 90 miliardi di euro), un profitto di 150.308 miliardi di CNY (oltre 18 miliardi di euro) e un patrimonio lordo di 1.690 trilioni di CNY (oltre 210 miliardi di euro).
Nell'aprile 2021, l'Autorità di regolamentazione del mercato statale della RPC ha imposto una sanzione amministrativa a Alibaba Group per comportamento sul mercato monopolistico per un importo di 18.228 miliardi di yuan (circa 2,79 miliardi di dollari). Nel luglio 2021 interviene con una operazione finanziaria, insieme ad'altri investitori sia privati che esponenti del governo, a favore di Suning.com della quale Alibaba Group è azionista di maggioranza.
L'11 novembre 2021 è stato riferito che durante i giorni del giorno dei single, Alibaba Group Holding ha ricevuto un record di 540,3 miliardi di yuan (oltre 114 miliardi di dollari) di ordini, con un aumento di 14% rispetto all'anno precedente.
L'11 aprile 2023 è stato presentato alla stampa Tongyi Qianwen, l'intelligenza artificiale generativa basata sul modello linguistico di grandi dimensioni di Alibaba.

## Compagnie del gruppo

### Alibaba.com

Pagina principale della Alibaba.com, 2013

Alibaba.com Limited (阿里巴巴網絡有限公司T, 阿里巴巴网络有限公司S) è la piattaforma di commercio tra aziende più grande al mondo, con la funzione principale di connettere produttori con distributori e acquirenti a livello internazionale.
Fondata in Hangzhou, la Alibaba.com ha tre maggiori mercati. Il sito inglese è diretto verso il mercato internazionale (www.alibaba.com), il quale gestisce transazioni tra importatori ed esportatori di più di 240 paesi e regioni. Il mercato cinese invece è gestito attraverso il sito www.1688.com, una piattaforma di commercio domestico in lingua cinese. Inoltre la compagnia fornisce una piattaforma di compra vendita per piccole imprese, AliExpress, che permette a tali compagnie di acquistare piccole quantità di merci allo stesso prezzo dell'ingrosso, permettendo dunque anche alle più piccole imprese di rimanere competitive. La Alibaba dichiara che tale mercato online abbia 79 milioni di utenti registrati.

### AliExpress
AliExpress è un ramo dell'azienda che unisce imprese cinesi e offre un servizio di vendita al dettaglio a un mercato internazionale, rivolgendosi prevalentemente a compratori europei.

### Alipay
Fondata nel 2004, Alipay (支付宝S) è una piattaforma di pagamento online. Secondo l'analisi della Tech in Asia, Alipay ha un totale di 700 milioni di utenti registrati alla fine del 2012. Tuttavia non vi è specificazione su quanti di questi utenti siano attivi, con dubbi espressi dalla rivista sul fatto che Alipay possa superare i 117 milioni di utenti attivi di PayPal. Alipay ha inoltre accordi di associazione con più di 65 istituzioni finanziarie, incluse Visa, MasterCard e tutti gli istituti di credito della Cina.
Alipay fornisce un servizio di acconto di garanzia che permette agli utenti di verificare i prodotti da loro comprati prima di pagare i venditori da loro contattati. Ciò rappresenta un fattore significativo nella Cina dove le leggi per la tutela del consumatore non sono ancora mature, e dunque vi è una ridotta fiducia nei confronti del commercio online, dove si è più facilmente esposti a truffe.
Nel giugno del 2010 la banca centrale della Cina stipulò regolamenti per il settore di pagamenti online, con distinti regolamenti per istituzioni di pagamento estere. Per poter semplificare procedure ed evitare complicazioni burocratiche, Alipay venne ristrutturata come una compagnia nazionale controllata da Alibaba. Tale procedura suscitò critiche e controversie, per via della protesta di Yahoo! e SoftBank, principali azionisti, per non esser stati informati della decisione. La rivista Caixin, principale rivista di finanzia nella Cina, criticò la decisione di Jack Ma. La disputa fu infine risolta tra Alibaba Group, Yahoo! e SoftBank nel luglio del 2011.

### AutoNavi
AutoNavi è un'azienda di cartografia fondata nel 2001 e con sede a Pechino. Fornisce servizi di mappatura e sviluppa un'app per la navigazione satellitare chiamata Amap.

### Taobao
Taobao è la piattaforma di acquisti online più grande della Cina, e decimo sito più visitato al mondo. Secondo il sito ufficiale della Taobao la piattaforma ha nel giugno del 2012 raggiunto 500 milioni di utenti registrati.
Il numero di negozi e distributori che utilizzano il servizio di Taobao è tuttora in rapida crescita. Secondo il direttore della Taobao, Zhang Yu, il numero di negozi con vendite annue sotto i 100 000 RMB è incrementato del 60% dal 2011 al 2013. Durante lo stesso periodo il numero di negozi con vendite tra 100 000 RMB e 1 milione di RMB è salito del 30%, mentre il numero di quelli al di sopra di un milione è salito del 33%.

### Tmall.com
La Tmall (inglese: Taobao Mall; 淘宝商城S) è una piattaforma di scambio commerciale tra produttori e consumatori, ed è attualmente attivo per consumatori della Repubblica Popolare Cinese, Taiwan, Hong Kong e Macao, con accesso a produttori internazionali.

## Controversie

### Truffa dei "Gold Supplier"
Alibaba.com garantisce la qualità dei produttori e distributori assegnando il titolo di "Gold Supplier", a coloro che completano un processo di autenticazione tramite un'agenzia di certificazione scelta dalla Alibaba.com. Nel 21 febbraio del 2011 scoppiò uno scandalo in cui Alibaba ammise di aver consegnato tale titolo di garanzia a 1 219 fornitori nel 2009 e a 1 107 fornitori nel 2010 che successivamente finirono per truffare la propria clientela.
Il listino della compagnia crollò del 15% nella borsa di Hong Kong una volta che la notizia divenne pubblica. L'Economist scrisse dell'evento intitolando un articolo "Alibaba e i 2.236 ladroni". Il direttore generale di Alibaba.com, Yan Limin, fu licenziato per cattiva condotta, mentre le investigazioni interne ad Alibaba rivelarono ulteriori 28 membri coinvolti nell'assegnazione illecita dei titoli di garanzia, e il licenziamento di ulteriori cento venditori secondo Forbes.
In termini monetari, lo scandalo è costato alla compagnia circa 2 milioni di dollari, ma il presidente e CEO Jack Ma ha considerato il caso come un danno enorme per la reputazione che aveva costruito in meno di dieci anni.

## Dati finanziari
| Anno | Totale Ricavi   | Risultato Netto | Totale Attivo     |
| ---- | --------------- | --------------- | ----------------- |
| 2012 | 20.025.000.000  | 8.404.000.000   | 47.210.000.000    |
| 2013 | 34.517.000.000  | 4.228.000.000   | 63.786.000.000    |
| 2014 | 52.504.000.000  | 23.076.000.000  | 111.549.000.000   |
| 2015 | 76.204.000.000  | 24.149.000.000  | 255.434.000.000   |
| 2016 | 101.143.000.000 | 71.460.000.000  | 364.245.000.000   |
| 2017 | 158.273.000.000 | 43.675.000.000  | 506.812.000.000   |
| 2018 | 250.266.000.000 | 63.985.000.000  | 717.124.000.000   |
| 2019 | 376.844.000.000 | 87.600.000.000  | 965.076.000.000   |
| 2020 | 509.711.000.000 | 149.263.000.000 | 1.312.985.000.000 |
| 2021 | 717.289.000.000 | 150.308.000.000 | 1.690.218.000.000 |
| 2022 | 853.062.000.000 | 47.079.000.000  | 1.696.000.000.000 |
| 2023 | 868.687.000.000 | 65.573.000.000  | 1.753.000.000.000 |
| 2024 | 941.168.000.000 | 71.332.000.000  | 1.101.000.000.000 |

## Galleria d'immagini

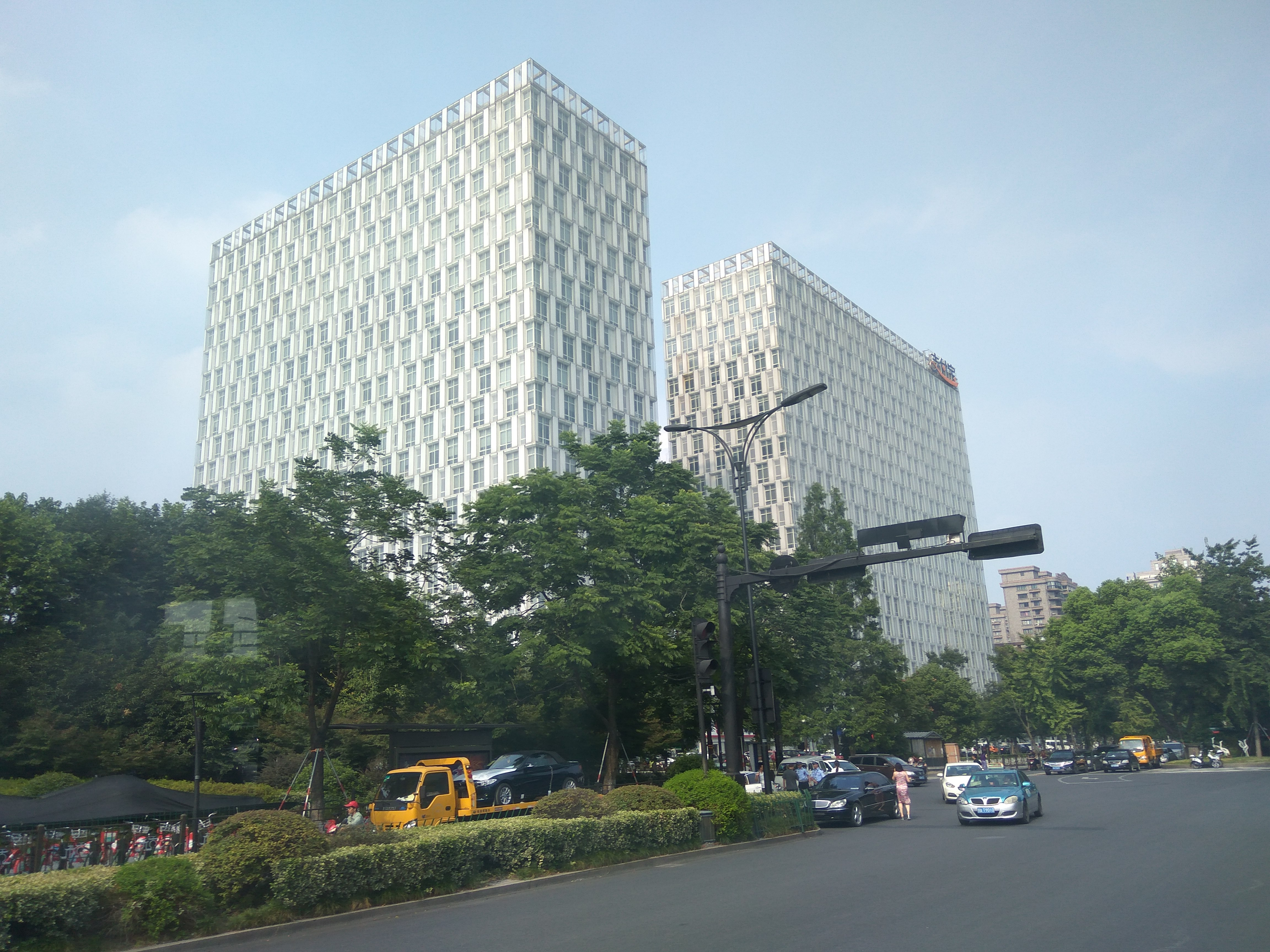
Sede di Alipay
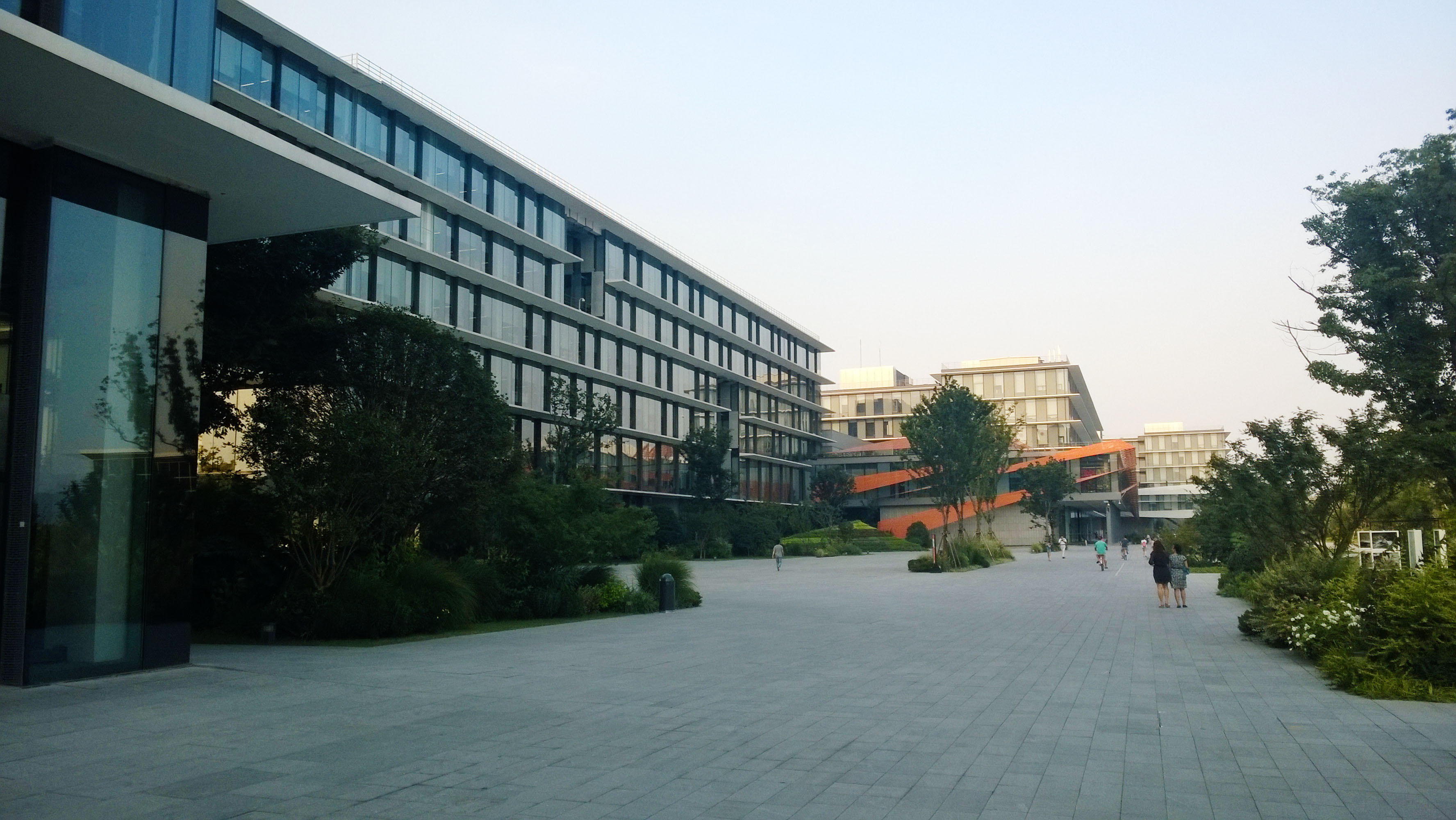
Taobao city presso il parco Alibaba Xixi a Hangzhou
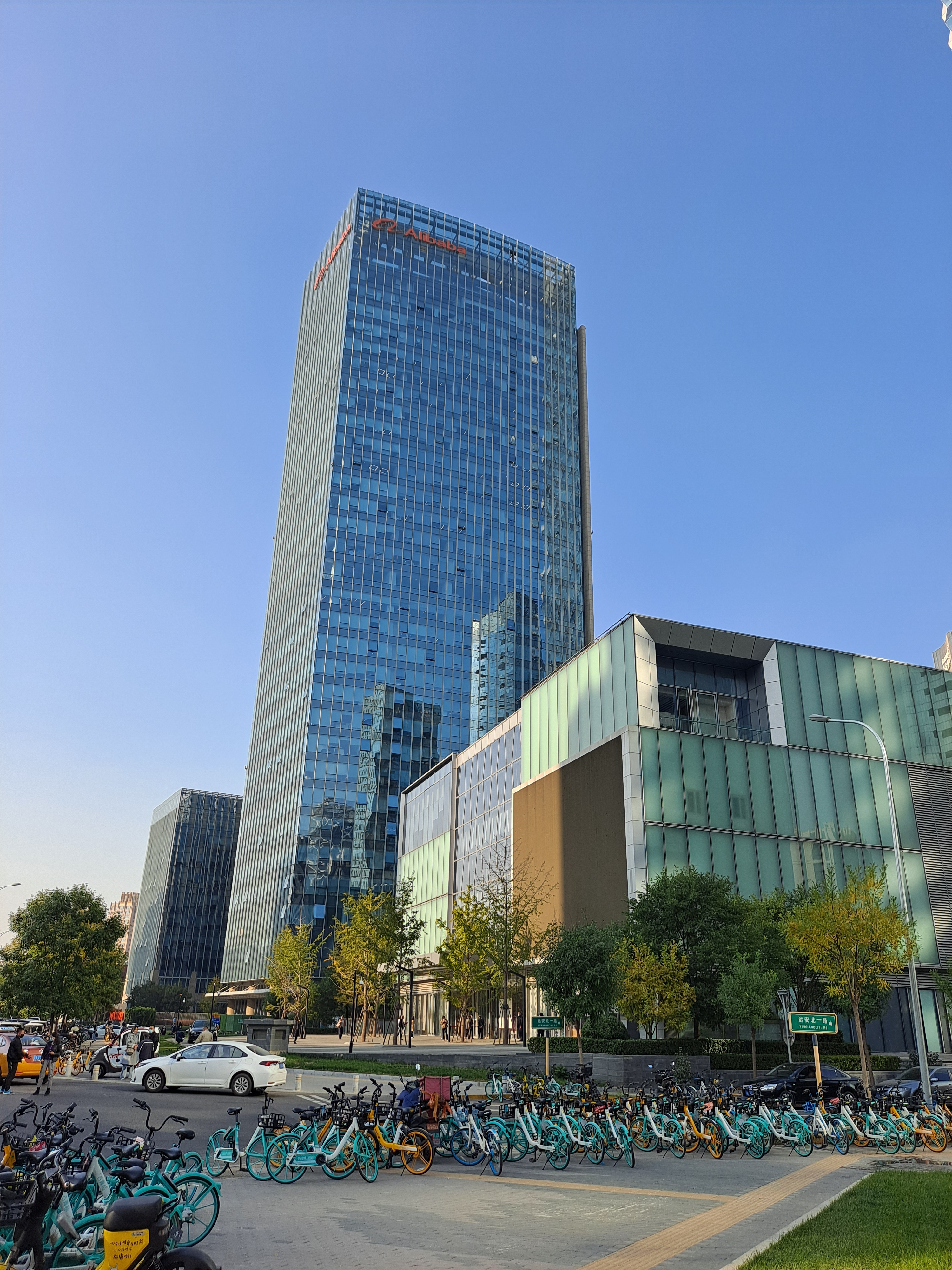
Grattacielo Wangjinger a Pechino
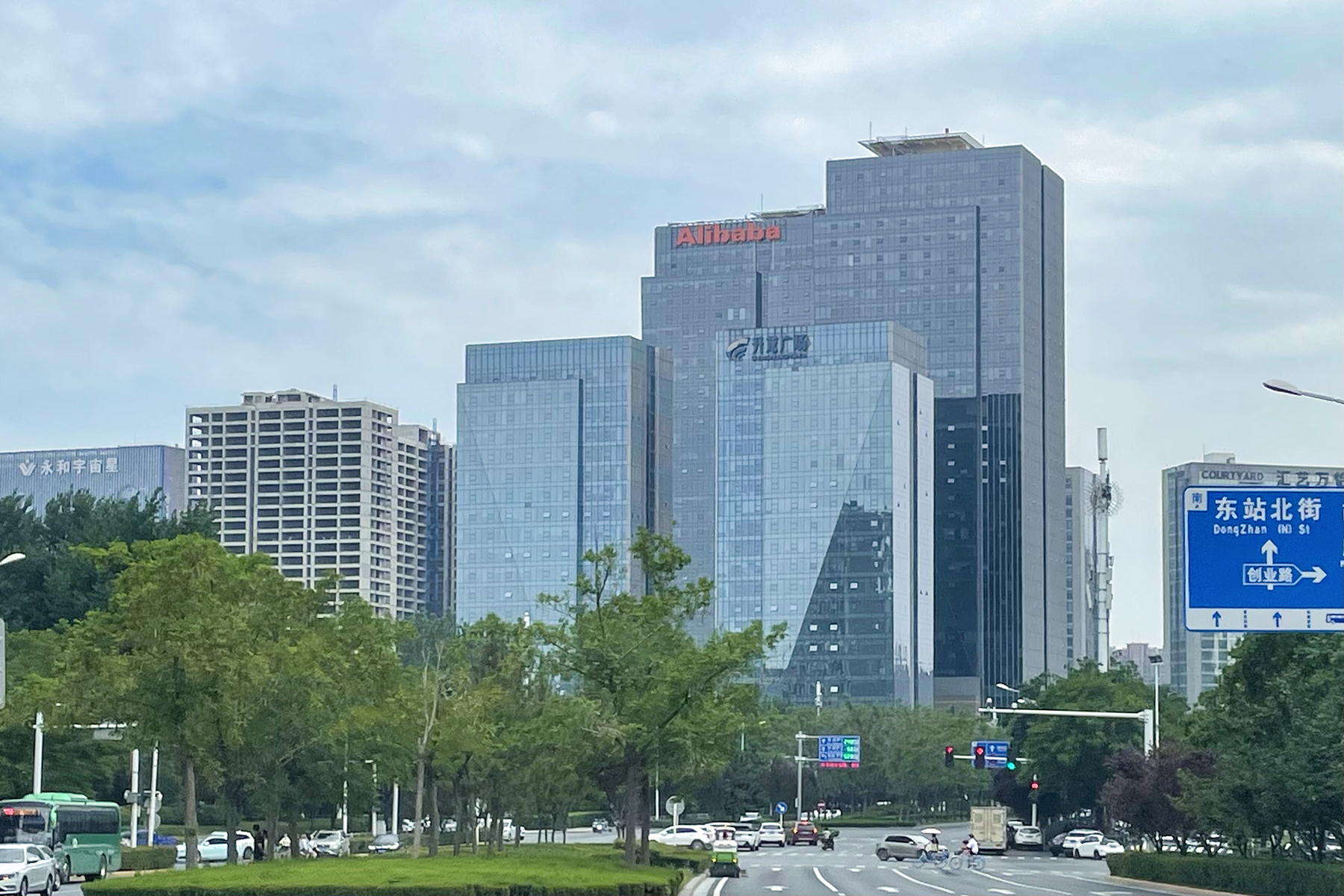
Shenglong Plaza